# Heinrich von Koblinski
Heinrich Wilhelm Otto Julius von Koblinski (* 25. November 1810 in Sprottau; † 1. Oktober 1895 in Berlin) war ein preußischer Generalleutnant.

## Leben

### Herkunft
Heinrich war ein Sohn des preußischen Rittmeisters Wilhelm von Koblinski (1787–1857) und dessen Ehefrau Renate Jeanette, geborene Lucas (1790–1864). Sein Bruder Hermann von Koblinski (1817–1880) wurde ebenfalls Generalleutnant.

### Militärkarriere
Koblinski besuchte die Kadettenhäuser in Potsdam und Berlin. Am 28. Juli 1827 wurde er als Unteroffizier im 12. Infanterie-Regiment der Preußischen Armee angestellt und avancierte bis Mitte Februar 1831 zum Sekondeleutnant. Am 28. Mai 1831 erfolgte seine Versetzung in das 37. Infanterie-Regiment (5. Reserve-Regiment), wo er am 1. Juni 1837 Adjutant der I. Bataillons und Ende April 1843 Premierleutnant wurde. Mit Patent vom 9. Mai 1843 wurde Koblinski am 22. Juli 1843 in das 9. Infanterie-Regiment versetzt, war von Mai 1845 bis März 1848 als Kompanieführer beim I. Bataillon im 9. Landwehr-Regiment in Stargard sowie im April/Mai 1848 als Postenkommandant der Verschanzungen bei Pölitz kommandiert. Daran schloss sich vom 3. Juli 1848 bis zum 3. Januar 1850 eine Kommandierung als Kompanieführer beim 2. kombinierten Reserve-Bataillon an. Anschließend wurde Koblinski Hauptmann und Kompaniechef. Unter Beförderung zum Major wurde er am 4. Januar 1850 als Kommandeur des II. Bataillons im 14. Landwehr-Regiment nach Bromberg versetzt. Am 8. Mai 1860 kommandierte man ihn als Bataillonsführer zum 14. kombinierte Infanterie-Regiment, aus dem zum 1. Juli 1860 das 7. Pommersche Infanterie-Regiment Nr. 54 hervorging. Koblinski erhielt das Kommando über das II. Bataillon und wurde anlässlich der Krönungsfeierlichkeiten von König Wilhelm I. am 18. Oktober 1861 zum Oberstleutnant befördert. Daran schloss sich am 21. November 1864 seine Ernennung zum Kommandeur des 5. Ostpreußischen Infanterie-Regiments Nr. 54 sowie am 18. Juni 1865 die Beförderung zum Oberst an.
Koblinski führte sein Regiment im Jahr darauf während des Deutschen Krieges in der Schlacht bei Trautenau, in der er durch Granatsplitter an der linken Hand verwundet wurde. Er blieb aber bei der Truppe und kämpfte bei Tobitschau sowie bei Königgrätz und erhielt für sein Wirken den Roten Adlerorden III. Klasse mit Schwertern. Unter Stellung à la suite wurde er am 6. Juni 1868 als Kommandeur der 5. Infanterie-Brigade nach Stettin versetzt und Anfang Juli 1868 zum Generalmajor befördert. In dieser Stellung führte er seinen Großverband 1870/71 während des Krieges gegen Frankreich in den Schlachten bei Gravelotte, Champigny und der Belagerung von Metz. Er nahm bei der Südarmee während des Feldzuges im Jura an den Gefechten bei Pesmes, Dole, an der Brücke bei Parrecey, Mouchard, Salins und Pontarlier teil. Ausgezeichnet mit beiden Klassen des Eisernen Kreuzes beauftragte man Koblinski noch vor dem Friedensschluss am 28. April 1871 mit der Führung der 4. Division. Kurz darauf wurde er am 3. Juni 1871 unter Verleihung des Sterns zum Roten Adlerorden II. Klasse mit Eichenlaub und Schwertern am Ringe mit Pension zur Disposition gestellt. Am 16. September 1873 erhielt Koblinski den Charakter als Generalleutnant.
Er starb am 1. Oktober 1895 in Berlin und wurde am 4. Oktober 1895 auf dem Zwölf-Apostel-Friedhof beigesetzt.

### Familie
Koblinski heiratete am 14. April 1845 in Lippehne Elwine Auguste Wilhelmine Nicol (1824–1884), eine Tochter des Gutsbesitzers August Ferdinand Nicol. Das Paar hatte mehrere Kinder:
- Alfred (1849–1911), preußischer Oberstleutnant
- Helene Elvine Klara Elisabeth (* 1852) ⚭ 1876 Oskar von Koblinski, preußischer Oberstleutnant
- Leo (* 1863), preußischer Oberst